# Кальновка
Кальновка — село в Черноярском районе Астраханской области, входит в состав МО «Вязовский сельсовет». Население 109 человек (2015) .

## История
До гражданской войны называлась Ровинка, населяли его крестьяне, которых привёз купец из города Ровно (Западная Украина. Названа Кальновкой в честь красного командира Кальнова Семёна.

## География
Село расположено в северной части Астраханской области и находится на берегу озера Подгорное, возле села Вязовка.
Уличная сеть состоит из двух географических объектов: ул. Казанская и ул. Коммунальная.
Абсолютная высота селения составляет 1 метр ниже уровня моря
.

## Население
| 2002 | 2010 | 2014 | 2015 |
| ---- | ---- | ---- | ---- |
| 122  | ↘102 | ↗106 | ↗109 |

Национальный и гендерный состав
По данным Всероссийской переписи, в 2010 году численность населения составляла 102 человека (52 мужчины и 50 женщин, 51,0 и 49,0 %% соответственно).
| Национальность | Численность | Процент |
| -------------- | ----------- | ------- |
| Калмыки        | 48          | 39,34%  |
| Русские        | 38          | 31,15%  |
| Даргинцы       | 24          | 19,67%  |
| Марийцы        | 7           | 5,74%   |
| Чуваши         | 5           | 4,10%   |
| Всего          | 122         | 100%    |

## Инфраструктура, Экономика
Основным занятием населения является сельское хозяйство, скотоводство и рыбная ловля.

## Транспорт
Дорога на автотрассу федерального значения «Каспий» (часть европейского маршрута E40.